# Burmagomphus gratiosus
Burmagomphus gratiosus – gatunek ważki z rodziny gadziogłówkowatych (Gomphidae). Występuje w południowo-wschodnich Chinach; stwierdzony jedynie w prowincji Fujian.